# Haven- en industriegebied Moerdijk

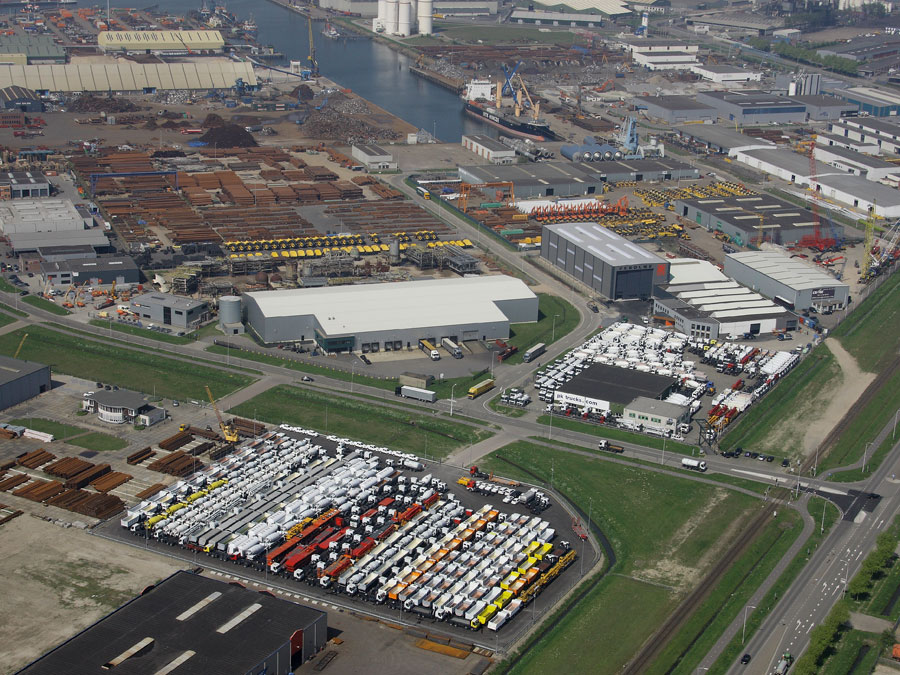
Gedeelte van het havengebied

Het haven- en industriegebied Moerdijk is een gebied met een drietal grote havens met een aanliggend industrieterrein, in de Nederlandse gemeente Moerdijk. Het ligt aan het Hollandsch Diep ten westen van de Moerdijkbrug. De zeehaven is de verst in het land gelegen zeehaven in Nederland, het industrieterrein beslaat ruim 2500 hectare.
De haven en het omliggende industrieterrein zijn speciaal ontworpen om bedrijven in de chemische en zware industrie aan te trekken. Het belangrijkste bedrijf dat er zich vestigde is Shell Chemie.

## Geschiedenis
Het gebied is ontstaan door een combinatie van factoren. In 1949 werd reeds gesproken over de vestiging van industrie bij de kern Roodevaart. Daarbij ging het over de welvaart op het gebied van de gemeenten Klundert, Zevenbergen en Hooge en Lage Zwaluwe. Toen al werd daar een industrieterrein geprojecteerd. Vanaf juli 1961 zijn de gemeenten Hooge en Lage Zwaluwe, Klundert en Zevenbergen gezamenlijk begonnen een structuurplan samen te stellen, om zo samen een groot industrie- en havenschap op te richten. Het ZeKluZa structuurplan werd door de Gemeenteraad van Klundert d.d. 4 november 1964 goedgekeurd. 
In de jaren zestig werden door Rotterdam plannen ontwikkeld om de Hoeksche Waard om te vormen tot havengebied van Rotterdam. De nieuw te graven havens zouden dan via het Hollandsch Diep toegang krijgen voor veel binnenscheepvaart. Tegen die plannen bestond weerstand en ze liepen daardoor vertraging op. De grote vervuiling van de Rijn door lozingen van zout door de kalimijnen in Frankrijk was er de oorzaak van dat onvoldoende betrouwbaar koelwater voor de petrochemische industrie beschikbaar was. De bevolking van Rotterdam trok in een droge periode zelfs massaal naar omliggende gemeenten om drinkwater te halen. Men zag kans om aan de eis voor bruikbaar water te voldoen door spaarbekkens te bouwen in de Brabantse Biesbosch en dat water met leidingen naar de industrie in de Botlek te vervoeren, ook de Rotterdamse drinkwaterleiding kreeg een aftakking. Voor het aanleggen van de spaarbekkens diende heel veel zand te worden uitgezogen en dat kon een goedkope, dichtbijgelegen bestemming krijgen door een nieuw haven- en industriegebied aan te leggen tussen Moerdijk en Klundert. In het verlengde van de havens door de Hoeksche Waard. Daarmee kon de nieuwe fabriek van Shell Nederland Chemie B.V. voor Nederland behouden blijven, Shell wilde die in Antwerpen bouwen.
Op 26 januari 1968 werd de Gemeenschappelijke regeling 'Buitengaats Industrieterrein Moerdijk' door de drie samenwerkende gemeenten, met de gemeente Breda en de provincie Noord-Brabant vastgesteld. Op 18 juni 1968 werd de Gemeenschappelijke regeling in de Staatscourant gepubliceerd. Het Industrie en Havenschap Moerdijk (IHM) was geboren.
Vanwege de delicate besluitvorming werd het overleg tot die tijd zo veel mogelijk uit de publiciteit gehouden. De gemeente Dordrecht wist van niets en kwam er pas in een te laat stadium achter om nog invloed te kunnen uitoefenen. Pas na de ondertekening van het betreffende convenant kwam de gang van zaken onder de aandacht van de landelijke politiek. Het Kamerlid E. Nypels van D'66 interpelleerde in 1968 de ministers Schut, Bakker en De Block en staatssecretaris Kruisinga over mogelijke vestiging van Shell in het Moerdijkgebied. Uit de antwoorden bleek dat de centrale overheid geen geschikt instrument had om planologische beslissingen van lokale overheden bij te sturen, als deze beslissingen ingrijpende gevolgen hadden. In de periode daarna werd de planologische kernbeslissing ontwikkeld. Op pagina twee van het eerste informatieblad over de PKB prijkt een foto van Shell Nederland Chemie B.V. vestiging Moerdijk.
Dat Shell een groot aandeel in de besluitvorming had is pas later gebleken. Om het mogelijk te maken dat grote chemicaliëntankers het gebied konden bereiken werd de Kiltunnel onder de Dordtse Kil ruim een meter dieper aangelegd dan waarvoor deze tunnel in eerste instantie was ontworpen. De meerkosten werden afgewenteld op de provincie Zuid-Holland. Als gevolg hiervan betalen de gebruikers van de tunnel ruim 40 jaar na de opening nog tolgeld.
Voor de aanleg van het bedrijventerrein zijn 40 boerderijen gesloopt. Ter compensatie is een groengebied van 258 ha aangelegd.

## Haven
De haven van Moerdijk is bereikbaar voor zeeschepen met een diepgang tot 9 meter in ongeveer 3,5 uur varen vanaf de Noordzee. Vanaf de Noordzee varen de schepen over de Nieuwe Waterweg, de Oude Maas en de Dordtsche Kil naar het Hollandsch Diep. De vaarweg vanaf de haven van Rotterdam is vrij van sluizen. Schepen met een maximale hoogte tot 45 meter vanaf de waterspiegel kunnen deze vaarroute gebruiken. De maximale afmetingen van de schepen die in de haven zijn toegestaan zijn 201 meter lang en 32 meter breed. Schepen langer dan 175 meter dienen wel vooraf toestemming te vragen. Er komen goederen vanuit de gehele wereld aan en deze worden van hieruit ook weer naar vele bestemmingen in de wereld gebracht.
De haven van Moerdijk telt 5 havenbekkens: de haven Hollandsch Diep, Insteekhaven Roode vaart, Oostelijke Insteekhaven, Centrale Insteekhaven en Westelijke Insteekhaven. In 2011 was Moerdijk de vierde zeehaven van Nederland.
In de onderstaande figuur enkele gegevens over het aantal schepen en lading die de haven verwerkte sinds 2007.
| Omschrijving                         | 2007   | 2008   | 2009   | 2010   | 2011   | 2012   | 2013   |
| ------------------------------------ | ------ | ------ | ------ | ------ | ------ | ------ | ------ |
| Zeeschepen                           | 1.675  | 1.806  | 1.737  | 2.007  | 2.069  | 1.973  | 1.686  |
| Binnenvaartschepen                   | 10.639 | 10.838 | 9.621  | 11.705 | 13.804 | 12.723 | 12.837 |
| Lading zeevaart (x 1000 ton)         | 5.259  | 5.605  | 5.035  | 6.118  | 6.747  | 6.941  | 5.667  |
| Lading binnenvaart (x 1000 ton)      | 8.933  | 9.729  | 8.599  | 12.614 | 15.020 | 13.350 | 12.830 |
| Totaal verwerkte lading (x 1000 ton) | 14.192 | 15.334 | 13.634 | 18.732 | 21.768 | 20.291 | 18.497 |
| idem verandering tov vorig jaar      | 8,5%   | 8,0%   | −11,1% | 37,4%  | 16,2%  | −6,8%  | −8,8%  |

### Samenwerking met Rotterdam
Op 1 mei 2012 tekende het Havenschap Moerdijk en het Havenbedrijf Rotterdam N.V. een samenwerkingcontract voor structurele samenwerking op commercieel en operationeel gebied. De samenwerking tussen de twee havens richt zich onder andere op het delen van kennis over marktontwikkelingen, milieu en duurzaamheid, veiligheid en management van het scheepvaartverkeer. Verder zal Rotterdam ook Moerdijk informatie leveren voor bij het maken van de havenstrategie Moerdijk 2030. Concrete projecten zijn het samen opstellen van een achterlandstrategie, afstemming rondom het Logistiek Park Moerdijk, onderzoek naar extra pijpleidingen tussen beide havens en toepassing van het bestaande havencommunicatiesysteem Portbase in Moerdijk. Beide havens werken al samen; ze hanteren hetzelfde zeehavengeld, maar de samenwerking is verder vooral incidenteel. Moerdijk is verreweg de kleinste partner, met een haventerrein van 2.400 hectare en een overslag van 21,7 miljoen ton in 2011. Het Havenschap Moerdijk is een gemeenschappelijke regeling met de Provincie Noord-Brabant en de gemeente Moerdijk als deelnemers.
Het Havenbedrijf Rotterdam is al langer geïnteresseerd om Moerdijk over te nemen en te gaan exploiteren. Medio 2014 viel het besluit dat het Havenschap Moerdijk in handen blijft van de overheid. De provincie wil controle houden over de groei van de haven en zo ook de gevolgen voor de omwonenden en het milieu.

## Industrieterrein
Op het ongeveer 2345 hectare grote industrieterrein zijn circa 400 bedrijven gevestigd. Het terrein is verdeeld over vijf deelgebieden:
- Industrial Park: dit ligt in het meest westelijke deel van het industrieterrein. Hier zijn chemische en industriële bedrijven in de zwaarste milieucategorieën gevestigd. Hier worden op grote schaal grond- en reststoffen verwerkt. Bedrijven kunnen ook gebruikmaken van de buisleidingenstraat voor het ondergronds transporteren van stoffen zoals zuurstof, ethyleen, aardgas en industriewater. De buisleidingenstraat verbindt de havens van Rotterdam, Moerdijk, Antwerpen en Zeeland.
- Ecopark: centraal gelegen op het haven- en industrieterrein aan de Westelijke Insteekhaven. Er zijn vooral energiegerelateerde bedrijven actief of bedrijven die recyclen.
- Seaport: ten oosten van het Ecopark ligt Seaport Moerdijk. Hier zijn voornamelijk bedrijven gevestigd met watergebonden activiteiten waaronder op- en overslag van stukgoed, bulk en containers. Via moderne centrale overslagterminals worden deze goederen naar achterliggende bedrijven vervoerd. Hier zijn ook servicebedrijven gevestigd voor de scheepvaart zoals een scheepswerf.
- Distriboulevard & Tradepark: ten zuiden van de spoorlijn zijn vooral logistieke bedrijven gevestigd.
- Servicepoint: een verzameling van bedrijven en organisaties die diensten verlenen aan het totale haven- en industrieterrein zoals de douane, de Koninklijke Marechaussee en het Havenschap Moerdijk.

Er werken ongeveer 10.000 mensen op het terrein.
De belangrijkste gevestigde bedrijven zijn:
- Procesindustrie, in de eerste plaats de petrochemische industrie van Shell Moerdijk, welke vanaf 1970 fabrieken bouwde. Daarna lag een groot deel van het terrein jarenlang braak, waarna zich nieuwe bedrijven vestigden, waaronder:
- Een afvalverbrandingsinstallatie, welke in 1997 in gebruik werd genomen en 600 kton afval per jaar kan verwerken en jaarlijks 150 kton vast residu produceert, inclusief metalen
- Een elektriciteitscentrale, die gebruikmaakt van de restwarmte van de afvalverbrandingsinstallatie
- Labee Groep Moerdijk startte in 1997 en produceert biobrandstofkorrels uit houtvezels, met een capaciteit van 200 kton/jaar
- Richie Brothers startte in 1998 en is een zeer groot veilinghuis voor landbouw-, wegenbouw- en grondverzetmachines
- Europe Container Terminals opende in 1999 een containerterminal
- Slibverwerking Noord-Brabant startte in 1994 en verwerkt 400 kton zuiveringsslibkoek per jaar. Het is de grootste slibverwerker van Europa
- Een mestverbrandingsinstallatie startte in 2002. Deze verwerkt jaarlijks 300 kton pluimveemest en gebruikt de vrijgekomen warmte om elektriciteit op te wekken. Het vermogen bedraagt 26 MW
- Een haventerrein voor de overslag van containers, stukgoed en dergelijke
- Een helihaven voor traumahelikopters, sinds 2001
- Base Logistics, een logistiek dienstverlener

Naast deze bedrijven zijn er andere dienstverleners zoals transport-, op- en overslagbedrijven en dergelijke.
Het industrieterrein Moerdijk is per auto te bereiken via de A16 en de A17, terwijl het een spooraansluiting voor goederenvervoer heeft.

## Vliegtuigcrash
Op 6 oktober 1981 ontsnapte het gebied aan een ramp. NLM Cityhopper Fokker F-28 PH-CHI Eindhoven kwam boven het Hollandsch Diep in een windhoos terecht, waarbij de rechtervleugel afbrak. Het toestel stortte neer op de rondweg rond het terrein, vlak naast de Roode Vaart en niet ver van Shell Nederland Chemie. Niemand van de 17 inzittenden overleefde de ramp. Een brandweerman, die toevallig ooggetuige was, overleed aan een hartaanval.

## Brand bij Chemie-Pack
Op 5 januari 2011 woedde een grote brand bij het bedrijf Chemie-Pack in het havengebied. Hierbij waren grote hoeveelheden chemische stoffen betrokken en er ontstond een zeer grote rookwolk. Met het bluswater kwamen veel chemicaliën in (afgedamde) oppervlaktewateren en de bodem terecht, wat een miljoenen kostende schoonmaakoperatie noodzakelijk maakte.